# Liolaemus hermannunezi
Liolaemus hermannunezi este o specie de șopârle din genul Liolaemus, familia Tropiduridae, descrisă de Pincheira-donoso, Scolaro și Rainer Schulte în anul 2007. Conform Catalogue of Life specia Liolaemus hermannunezi nu are subspecii cunoscute.